# Crocifissione del chiostro di San Marco

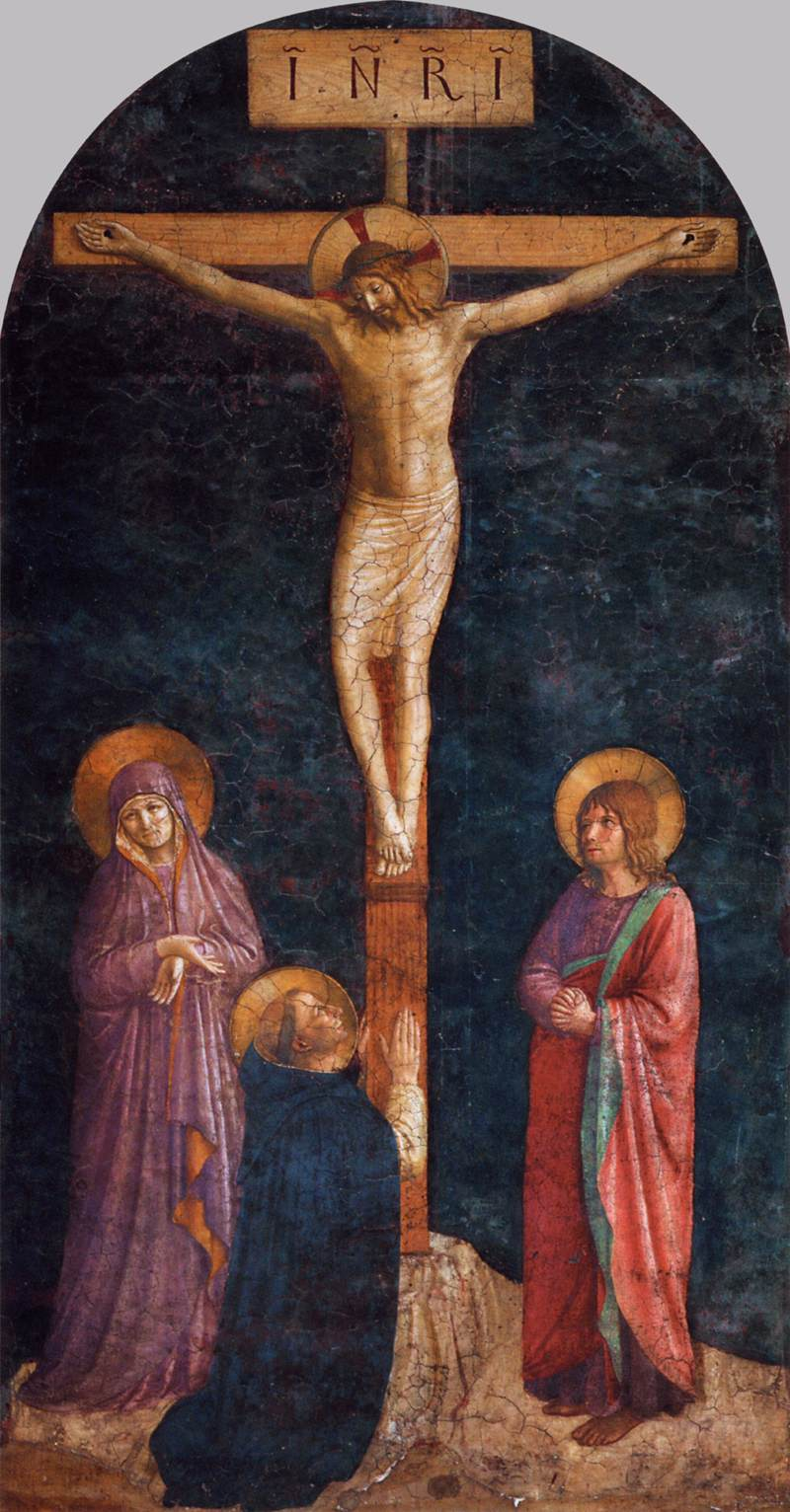
Crocefissione del Louvre

Il Calvario o Crocefissione con san Domenico è un affresco di Beato Angelico (340x155 cm) conservato nel chiostro detto "di Sant'Antonino" nel convento di San Marco a Firenze. Viene datato al 1442 circa.

## Storia
L'Angelico si dedicò alla decorazione di San Marco su incarico di Cosimo de' Medici, tra il 1438 e il 1445, anno della sua partenza per Roma, per poi tornarvi negli anni 1450, quando completò alcuni affreschi e si dedicò alla stesura di codici miniati per il convento stesso.
Nel chiostro l'Angelico dipinse cinque lunette (una è oggi staccata e conservata nella sala del lavabo) e il grande Crocifisso, che si ispirava a uno analogo dipinto qualche anno prima per San Domenico di Fiesole ed oggi conservato nel Louvre. Gli studiosi sono in genere concordi nell'attribuire l'autografia dell'Angelico a tutti gli affreschi del piano terra del convento.
Durante la ridecorazione del chiostro a cavallo tra XVI e XVII secolo, l'affresco venne affiancato da due figure dei Dolenti (Maria e san Giovanni). In un periodo imprecisato nel XVII secolo l'affresco venne ritagliato ai lati per adattarlo a una cornice barocca che ancora oggi si vede.

## Descrizione e stile
Il grande affresco è il primo che si vede, oggi come allora, dirimpetto all'entrata. La figura di Cristo troneggia su un'alta croce su uno sfondo arido e deserto, composto da un semplice terreno e un cielo genericamente azzurro. Il Cristo è dipinto con un forte chiaroscuro che ne accentua la massa plastica, in conformità allo stile di Masaccio del quale l'Angelico fu uno dei primi continuatori. Ai piedi della croce sta inginocchiato san Domenico che la abbraccia, fondatore dell'Ordine Domenicano nel cui esempio si dovevano immedesimare i frati del convento. In questo senso la meditazione dei frati doveva essere quindi impostata a una mistica e umile compartecipazione ai dolori di Cristo. Per ottenere questo scopo l'affresco, come gli altri del convento, è scevro da dettagli decorativi superflui e impostato alla massima essenzialità. Unica concessione alla decorazione pare essere il dettaglio del perizoma svolazzante di Cristo, assente nel Crocifisso di Parigi.
Il santo è di profilo e guarda la Croce, anche se ha un rapporto meno esplicito ed emotivo dell'affresco del Louvre. La sua figura è ben modellata nel volume e si colloca con verosimiglianza nello spazio.

## Altre immagini

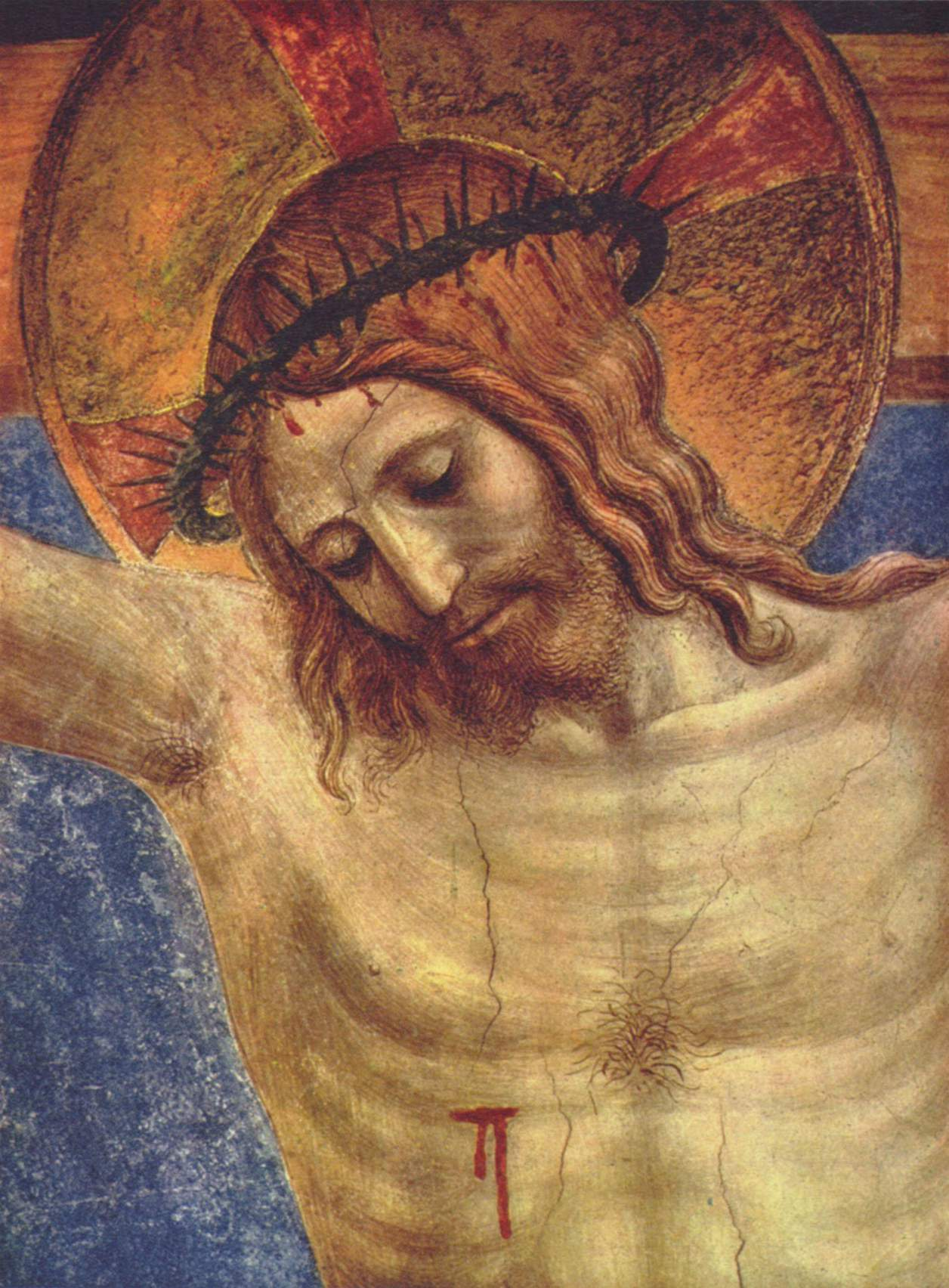
Dettaglio
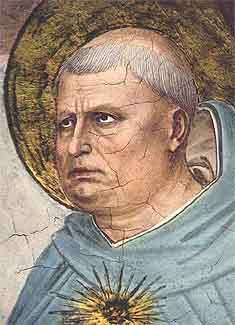
Altri ritratti